# Бенячкова, Габриэла
Габриэ́ла Бенячко́ва (Габриэ́ла Бенячко́ва-Ча́пова, словац. Gabriela Beňačková-Čápová, род. 25 марта 1947 года, Братислава, Чехословакия) — чехословацкая и словацкая оперная певица, лирическое сопрано. Народная артистка Чехословакии (1985).

## Биография
Бенячкова с детства обучалась игре на фортепиано, пению и балету. Пела в детском хоре Чехословацкого радио в Братиславе. Обучалась вокалу с 1962 года в Братиславской консерватории, в 1966—1967 годах в Жилинской консерватории, в 1967—1971 годах — в Академии исполнительских искусств в Братиславе.
В 1969 году стала лауреатом конкурса Яначека в Лугачовице и абсолютной победительницей конкурса Дворжака в Карловых Варах. Победа в этих конкурсах дала Бенячковой возможность поступить Национальный театр в Праге, где с 1970 года она исполняла партии чешского, русского и итальянского репертуара. С 1974 года выступала в Венской опере, а впоследствии — на крупнейших мировых сценах. В 1991 вышла на сцену Ковент-Гардена (Леонора в «Фиделио» Бетховена) и дебютировала в Метрополитен-опера в заглавной партии в опере Яначека «Катя Кабанова». Озвучивала главную героиню фильма «Божественная Эмма» (The Divine Emma) — выдающуюся чешскую певицу Эмму Дестинн.
Бенячкова специализируется на произведениях словацких и чешских композиторов: Сухоня, Сметаны, Яначека, Дворжака. Считается одной из величайших исполнительниц роли Енуфы. Выступление с этой партией в партнёрстве с Леони Ризанек называют легендарным, особо отмечая выразительный вокал, необычайный артистизм и понимание певицей образа Енуфы. В репертуаре певицы также Татьяна («Евгений Онегин» П. Чайковского), Маженка («Проданная невеста» Б. Сметаны), Маргарита («Мефистофель» А. Бойто и «Фауст» Ш. Гуно), Микаэла («Кармен» Ж. Бизе), Мими («Богема» Дж. Пуччини), Мадлен («Андре Шенье» У. Джордано) и другие.
Бенячкова объявила о завершении карьеры в 2008 году, но в 2012 на Зальцбургском фестивале в 2012 году исполнила партию графини Де ла Рош в опере «Солдаты» Циммермана.

## Признание
- Государственная премия ЧССР (1976)
- Заслуженная артистка ЧССР (1979)
- Народная артистка ЧССР (1985)
- Медаль «За заслуги» II степени (2008, Чехия)
- Орден Двойного белого креста 2 класса (2018, Словакия)

## Записи

### Аудио
- Л. Яначек. «Енуфа» — Н. Книплова[англ.], В. Пржибыл, В. Крейчик; дирижёр Ф. Йилек — Театр Яначека (Брно), Supraphon (1977—1978)
- From the Heart: песни М. Шнайдера-Трнавски[англ.] — 2005

### Видео
- Б. Сметана. «Проданная невеста» — П. Дворски, Р. Новак, М. Копп, М. Весела; дирижёр З. Кошлер — фильм Чехословацкого ТВ (1981)
- У. Джордано, «Андре Шенье» — П. Доминго, П. Каппуччилли; дирижёр Н. Санти[англ.] — Deutsche Grammophon, 1981
- Ш. Гуно. «Фауст» — А. Шрамек, Ф. Арайса, Р. Раймонди; дирижёр Э. Биндер, Венская опера — Deutsche Grammophon, 1985
- А. Дворжак. «Реквием» — И. Кирилова, Й. Прочка, В. Людек; дирижёр В. Нойман — Arthaus Musik, 1988
- А. Бойто. «Мефистофель» — Д. О’Нилл, С. Рэми; дирижёр М. Арена, опера Сан-Франциско — Arthaus Musik, 1989
- Л. Бетховен. «Фиделио» — Н. Арчер, Р. Ллойд, М. Маклафлин, М. Педерсон, Й. Прочка, Х. Чаммер; дирижёр К. фон Донаньи, Ковент-Гарден — Arthaus Musik, 1991
- Б. А. Циммерман. «Солдаты» — В. Аблингер-Сперранке, Л. Эйкин, Т. А. Баумгартнер, Д. Бренна, Б. Даньел, К. Каллиш, М. Клинк, Т. Конечны; дирижёр И. Метцмахер — Euroarts / Medici Arts, 2012